# 토마스 쉬르마허

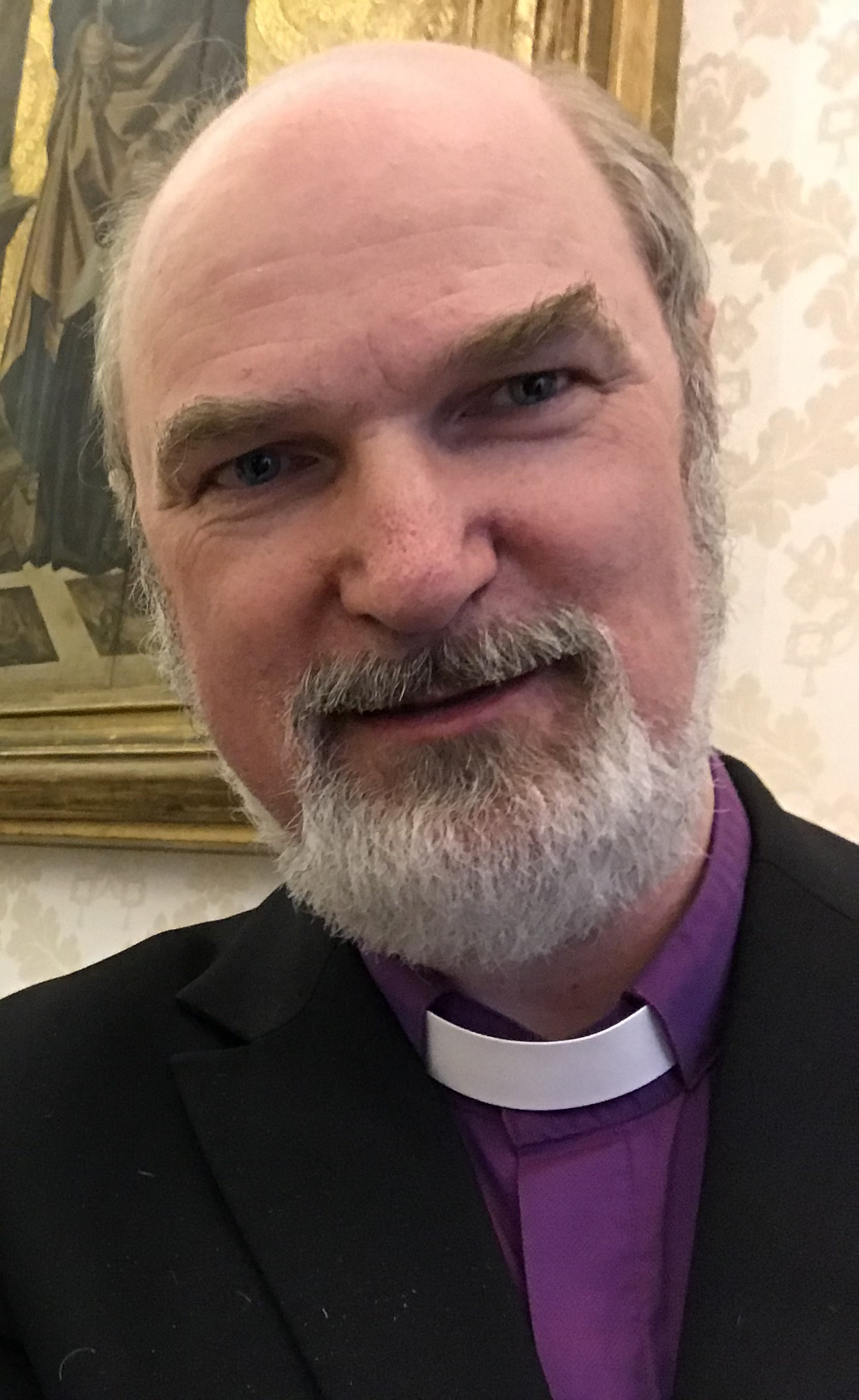

토마스 쉬르마허(Thomas Schirrmacher, 1965년 6월 25일 - )은 독일의 기독교 윤리 철학자이며 종교 사회학과 종교 자유 분야이 전문가이다. 그는 글로벌 인권 운동가이며 세계복음주의 연맹의 사무총장직을 2021년 3월 부터 2024년까지 수행하였다. 그는 이전에 종교자유위원회(Religious Liberty Commission) 회원으로 섬겼으며 현재 WEA 신학위원장(Theological Commission)을 역임하였고, WEA 인권 대사(Ambassador for Human Rights)로 활동하고 있다.